# Víctor Rossel
Víctor Rossel (Lima, 5 de noviembre de 1985) es un futbolista peruano. Juega como delantero y actualmente está sin equipo. Tiene 39 años.

## Trayectoria
En el año 2006 llega a Universitario, jugando así con el cuadro crema en la Copa Libertadores 2006, portando la camiseta número 25 y compartiendo la delantera con Piero Alva, Paul Cominges y Mauricio "el café" Mendoza. Jugó al lado del portero peruano José Carvallo, quien fue mundialista en la Copa Mundial de Fútbol de 2018. Debido a las pocas ooportunidades en la "U". 

### Coronel Bolognesi
A mediados de ese año se fue al Coronel Bolognesi. Gracias a sus goles clasificó con el elenco "Heroico" a la Copa Sudamericana 2007. 

### Cienciano
En el 2007 hizo un buen año; primero haciendo dupla con Sergio Ibarra y luego clasificando a la Copa Libertadores 2008 con Cienciano. 

### Sport Boys
Sin embargo, a finales del 2008 desciende con el Sport Boys, pero, al año siguiente se coronan campeones de la Segunda División del Perú. En esta final, fue una de las principales figuras junto a Waldir Sáenz, Calos Elías y Miguel Rebosio. 

### César Vallejo
En el 2011 jugó con la Universidad César Vallejo donde participó en la Copa Sudamericana 2011 y estuvo a punto de descender. 

### Real Garcilaso
Para 2012 alcanzó a disputar la final con el Real Garcilaso. No lograron el campeonato, pero sí la clasificación a la Copa Libertadores 2013. Este fue su mejor año, ya que fue goleador del Campeonato Descentralizado 2013 junto a Raúl Ruidiaz con 21 tantos. A finales de año se rumoró su traspaso a Unión Española, finalmente  esto no sucedió.

### César Vallejo
En el 2016 participó en la Copa Libertadores 2016 con el Universidad César Vallejo y se enfrentaron al Sao Paulo en el partido de vuelta. Finalmente descendió de categoría con el elenco trujillano.

### Juan Aurich
Al año siguiente es contratado por el Juan Aurich de Chiclayo con la obligación de hacer olvidar a Luis Tejada, quien se marchó a Universitario de Deportes. También jugó la Copa Conmebol Sudamericana 2017 enfrentando en primera ronda a Arsenal de Sarandí.

### Atlético Venezuela
Luego de quedar libre con Juan Aurich, es llamado desde Venezuela para firmar por Atlético Venezuela por los próximos 6 meses. Solo pudo jugar en 5 partidos y no anotó ningún gol.

### Alianza Universidad
Para el 2019 ficha por le recién ascendido Alianza Universidad.

## Clubes y estadísticas
| Equipo                     | País      | Temporada | Goles |
| -------------------------- | --------- | --------- | ----- |
| Sport Boys                 | Perú      | 2003-2005 | 18    |
| Universitario              | Perú      | 2006      | 0     |
| Coronel Bolognesi          | Perú      | 2006      | 2     |
| Sport Boys                 | Perú      | 2007      | 4     |
| Cienciano                  | Perú      | 2007      | 2     |
| José Gálvez                | Perú      | 2008      | 0     |
| Esportivo                  | Brasil    | 2008      | 0     |
| Sport Boys                 | Perú      | 2008      | 4     |
| César Vallejo              | Perú      | 2009      | 0     |
| Sport Boys                 | Perú      | 2010      | 11    |
| Universidad César Vallejo  | Perú      | 2011      | 6     |
| Sport Boys                 | Perú      | 2012      | 1     |
| Real Garcilaso             | Perú      | 2012      | 0     |
| Unión Comercio             | Perú      | 2013      | 21    |
| Sport Huancayo             | Perú      | 2014      | 6     |
| Univ. Técnica de Cajamarca | Perú      | 2015      | 17    |
| Universidad César Vallejo  | Perú      | 2016      | 5     |
| Juan Aurich                | Perú      | 2017      | 3     |
| Atlético Venezuela         | Venezuela | 2017      | 0     |
| Ayacucho                   | Perú      | 2018      | 10    |
| Alianza Universidad        | Perú      | 2019      | 0     |
| Sport Boys                 | Perú      | 2019      | 0     |
| Atlético Grau              | Perú      | 2020      | 0     |
| Deportivo Coopsol          | Perú      | 2021      |       |

## Palmarés

### Campeonatos nacionales
| Título                    | Club       | País | Año  |
| ------------------------- | ---------- | ---- | ---- |
| Segunda División del Perú | Sport Boys | Perú | 2009 |

### Distinciones individuales
| Distinción                               | Año  |
| ---------------------------------------- | ---- |
| Mejor Gol del Campeonato Descentralizado | 2010 |
| Goleador de la Primera División del Perú | 2013 |